# Greenville (Alabama)
Greenville (auch als Buttsville bezeichnet) ist eine Stadt im Butler County in Alabama und dessen Verwaltungssitz. 2020 hatte die Stadt 7374 Einwohner.

## Geschichte
Die ersten Siedler kamen im Jahr 1819 nach Greenville. Ursprünglich hieß es Buttsville, doch Einwanderer aus Greenville (South Carolina) nannten es Greenville, da sie sich durch die Eichenbäume an ihre Heimat erinnert fühlten.
Nachdem die Stadt im Jahr 1822 County Seat wurde, wurde sie in Greenville umgetauft, um an die vielen Siedler aus South Carolina zu erinnern.
Während des Zweiten Weltkrieges gab es ein Gefangenenlager für deutsche Soldaten in der Stadt.
31 Bauwerke und Stätten in Greenville sind im National Register of Historic Places (NRHP) eingetragen (Stand 3. Juli 2019).

## Demografie
Beim Census 2000 wurden 7228 Einwohner, 2919 Haushalte und 1929 Familien gezählt. Die Bevölkerungsdichte lag bei 131,9 Einwohnern pro km2. 50,69 % aller Bewohner von Greenville sind Weiße, 48,31 % sind Afro-Amerikaner. Unter 18 Jahre alt waren 26,8 %, 65 oder älter 18,3 %. Das Durchschnittsalter in Greenville lag bei 38 Jahren, es gab 44,7 % Männer und 55,3 % Frauen. Das Durchschnittseinkommen betrug 22.106 US-Dollar. Unter der Armutsgrenze lebten 30,4 % der Bevölkerung.

## Bildung
Es gibt in Greenville 4 öffentliche Schulen, die vom Butler County Board of Education organisiert werden:
- Greenville High School
- Greenville Middle School
- Greenville Elementary School
- W.O. Palmer Elementary

Zudem gibt es noch die Fort Dale Academy und die Camellia City Christian School (Christliche Schule), die privat organisiert sind.

## Radiostationen und Zeitungen
- WGYV, 1380 AM
- WKXN, 95.9 FM
- WQZX, 94.3 FM

Die Zeitung der Stadt heißt Greenville Advocate und erscheint seit 1865 einmal pro Woche.

## Trivia
Die Stadt gewann am 14. August 2005 in der Spielshow My Kind Of Town von ABC.
Im Jahr 2006 wurde in der Stadt und Umgebung der Film Honeydripper gedreht. Dabei spielten viele Einwohner, so auch der Kirchenchor, einige der Rollen im Film.

## Söhne und Töchter der Stadt
- Rufus Payne (1883–1939), Bluesmusiker
- Thomas K. McGehee (1915–2001), Generalleutnant der United States Air Force
- Walter Flowers (1933–1984), Politiker
- George McMillan Jr. (1943–2025), Politiker
- Marty Raybon (* 1959), Country-Musiker
- Beth Killough Chapman (* 1962), Politikerin